# Национальный оперативный совет Малайзии
Национальный Совет (НОК) или Меджлис Геракан Негара (МАГЕРАНА) — чрезвычайный административный орган, который попытался восстановить закон и порядок в Малайзии после инцидента 13 мая 1969 года, когда вспыхнули межэтнические беспорядки в столице Куала-Лумпур. С 1969 по 1971 год, НОС управлял страной вместо избранного правительства. В 1971 году, НОС был распущен по восстановления парламента.

## Члены Совета
Директором по операциям НОС был Тун Разак.

### Министры
- Министр внутренних дел — Тун-др-Исмаил
- Министр финансов — Тун Тан Сью Син
- Министр работа, почта и телекоммуникации — Тун Самбантан
- Министр информации и вещания — Enche Хамза бин Дато Абу-Самах
- Начальник штаба Вооруженных Сил — Тунку Джива Осман
- Генеральный инспектор полиции Тан Шри-Салах
- Постоянный секретарь Министерства иностранных дел Тан Шри Газали бин Шафи

Руководитель операции в Западной Малайзии — лейтенант генерал Дато Ибрагим ибн Исмаил

### Помощники
- Заместитель секретаря, Министерств обороны — Энчи Абдул Рахман Хамидон
- Министерство обороны — подполковник Газали бин че мат
- Королевская полиция Малайзии — Суперинтендант бин Омар Шариф
- Прокуратура — Enche Юсоф бин Абдул Рашид